# 와타나베 미사토
와타나베 미사토(일본어: 渡辺美里, 1966년 7월 12일 ~ )는 일본의 가수이다. 교토부에서 태어나 도쿄도에서 자랐다. 독신이다.
1985년에 데뷔해, 1986년에 고무로 데쓰야가 작곡한 싱글 〈My Revolution〉이 히트하면서 일약 인기 가수로 발돋움했다. 이후 여러 스타디움 등에서 대형 콘서트를 통해, 스타디움에서 겁 먹지 않는 공연이 당시에 인기를 끌었다. 또한 라디오 출연에서도 인기를 끌어 라디오 프로그램을 여럿 맡기도 해, 당시의 아이돌 가수와는 다른 형태의 여성 가수로 활약했다.
오리콘에서 싱글 1위를 획득한 작품은 2개인 데 비해, 앨범 1위를 차지한 작품은 9개여서 종종 앨범 아티스트라고 불리기도 한다. 또한 앨범 연속 1위 획득 년수로는 마쓰토야 유미의 18년 연속에 이은 8년의 타이기록을 가지고 있다. 곡을 제공하는 음악가도 고무로 데쓰야, 오카무라 야스유키, 기네 나오토, 이지치 히로마사, 사하시 요시유키, 이시이 야스시 등으로 많은 편이다.

## 약력

### 데뷔 전부터 데뷔 10주년까지
- 1984년 제3회 미스 세븐틴 콘테스트에 참가해 18만여 명중 최우수 가창상을 수상했다. 같이 입상한 사람으로는 고쿠쇼 사유리, 구도 시즈카, 마쓰모토 노리코, 아미하마 나오코, 후지와라 리에 등이 있다.
- 1985년
  - 5월 2일, 싱글 〈I'm free〉(TBS계 드라마 슈퍼폴리스의 주제곡)로 데뷔.
  - 9월 22일, 나고야 하트 랜드를 시작으로 라이브 하우스 투어 ‘GROWIN' UP LIVE’를 시작해, 전국 7개소에서 공연.
  - 10월 2일, 데뷔 앨범 《eyes》를 발매.
  - 11월 17일, 오사카 후생연금회관에서 첫 홀 콘서트.
- 1986년
  - 1월 12일, 고무로 데쓰야가 작곡한 〈My Revolution〉(TBS계 드라마 세일러복 거리(セーラー服通り) 주제가)이 오리콘 싱글 차트 1위를 차지. 이후 약 70만 장을 판매.
  - 7월 2일, 2번째 앨범 《Lovin' you》를 발매. 일본의 솔로 가수로는 처음으로 2장을 한 세트로 발매했다.
  - 8월 8일, 세이부 구장을 시작으로 스타디움 콘서트 ‘MISATO SPECIAL '86 KICK OFF’를 전개. 여성 솔로 가수로는 첫 시도였다.
- 1988년
  - 4월 21일, 싱글 〈사랑해서 좋지않니〉(恋したっていいじゃない)를 발매. 자신의 첫 CD 음반이었다.
  - 5월 28일, 4번째 앨범 《ribbon》을 발매. 자신의 첫 밀리언 셀러가 된다.
  - 7월 21일, 11번째 싱글 〈센티멘털 캥거루〉(センチメンタル カンガルー)를 발매.
  - 7월 24일, 세이부 구장에서 세 번째 스타디움 콘서트 ‘ribbon power’를 열었다. 이날 NHK 위성방송에 의해 처음으로 노컷 생방송이 시험되었다.
  - 10월 21일, 12번째 싱글 〈너의 약함(君の弱さ)/10 years〉를 발매.
- 1989년
  - 영국 런던에 단기 유학.
  - 6월 30일, 처음으로 주연을 맡은 영화 ‘on the Flower bed’가 개봉.
  - 11월 30일, 도쿄 돔에서 ‘SUPER Flower bed BALL '89 가을 사상 최대의 학원제’를 열었다.
  - 12월 1일, 과거에 EP반으로 발매된 첫 싱글부터 9번째 싱글까지가 모두 CD화되었고, 아날로그 음반 생산이 중지되었다.
- 1995년
  - 7월 15일, 데뷔 10주년을 맞아 첫 베스트 앨범 《She loves you》를 발매. 동시에 데뷔 10주년 기념 비디오 《She loves you born IX 10th anniversary video collection 1985-1995》와 첫 사진집 《SHE LOVES YOU, Yeah! Yeah!》도 발매.
  - 8월 5일, 세이부 구장에서 10주년 연속이 되는 라이브 ‘She loves you 1995 Summer 10th Anniversary’를 개최.

### 데뷔 10주년부터 20주년까지
- 1999년
  - 5월 27일, 자신의 첫 풀 오케스트라 콘서트 ‘misato '99 봄 노래의 나무’를 개최.
- 2000년
  - 8월 5일, 15회 연속으로 세이부 돔 라이브를 개최.
  - 이 해를 마지막으로 데뷔 이후 디렉터 겸 이그젝티브 프로듀서를 맡았던 고사카 요지가 에픽 레코드를 퇴사함. 이후 와타나베 미사토가 직접 프로듀스하게 된다.
- 2002년
  - 10월 4일, 오사카 심포니 홀에서 개최된 디즈니 탄생 100주년 기념 이벤트 ‘디즈니 온 클래식’에 시크릿 게스트로 참가. 도쿄에서는 10월 6일에 산토리 홀에서 개최.
- 2003년
  - 2월 16일, 에픽 레코드 재팬 25주년 기념 이벤트 ‘LIVE EPIC 25’에 참가.
  - 3월, 테레비아사히계 애니메이션 《도라에몽》의 오프닝 테마를 담당.
- 2004년
  - 5월 8일, 영화 《세상의 중심에서 사랑을 외치다》에서 라디오 프로그램의 DJ역을 맡았고, 〈그대를 만나서〉가 영화 삽입곡으로 사용되었다.
- 2005년
  - 8월 6일, 20년 연속으로 진행된 세이부 스타디움 라이브가 ‘MISATO V20 스타디움 전설 ～최종장～ NO SIDE’을 끝으로 막을 내렸다.
  - 12월 31일, 홍백가합전에 첫 출연.

### 데뷔 20주년 이후
- 2007년
  - 5월 19일, 나라현 야쿠시 사에서 야쿠시 사 본존 개안 1310년 기념 라이브 ‘Present Tree Live’를 개최.

## 세이부 스타디움 라이브와 MISATO TRAIN

### 세이부 스타디움 라이브
1986년부터 시작되어 매년 계속된 세이부 구장의 여름 콘서트는 2005년까지 총 70만 명을 동원하고, 절정기에는 4만 장의 티켓이 당일에 매진될 정도였다. 마지막이 된 2005년의 V20에는 3만 9천여 명의 관객을 동원하였다. 타이틀은 ‘kick off(1986년)’부터 ‘NO SIDE(2005년)’로 끝나는 럭비 시합의 시작과 끝을 의미하고 있으며, 이것은 본인이 고교 시절에 럭비부의 매니저를 맡았던 것에서 유래한 것으로 보인다. 20년 연속이지만, 1989년에는 2일간 2회 공연 했으므로 정확히는 연속 21회 공연이다.

### 세이부 스타디움 라이브 역대 타이틀
- 1986년 - MISATO SPECIAL '86 KICK OFF
- 1987년 - SKIP TOUR SPECIAL “도움닫기 1987”
- 1988년 - ribbon power
- 1989년 - SUPER Flower bed BALL '89
- 1990년 - misato SEIBU STADIUM '90 tokyo
- 1991년 - misato Lucky　세이부 구장－대모험
- 1992년 - 와타나베 미사토 '92 스타디움 전설
- 1993년 - 와타나베 미사토 '93 정글 파라다이스
- 1994년 - 와타나베 미사토 '94 세이부 스타디움 문라이트 피크닉
- 1995년 - She loves you 1995 Summer 10th Anniversary
- 1996년 - Free Spirits '96
- 1997년 - misato 열투 '97
- 1998년 - misato 1998 세이부 스타디움 vol.13 태양은 알고 있어
- 1999년 - MISATO '99 SEIBU DOME Vol.14
- 2000년 - MISATO SWEET 15th DIAMOND 2000
- 2001년 - MISATO WATANABE SEIBU DOME 2001 TRY TRY TRY
- 2002년 - Miss Seventeen Stadium 2002
- 2003년 - 100% MISATO ～orange 18th～
- 2004년 - Misato Seibu Dome Blue Butterfly 19th
- 2005년 - MISATO V20 스타디움 전설 ～최종장～ NO SIDE

### MISATO TRAIN

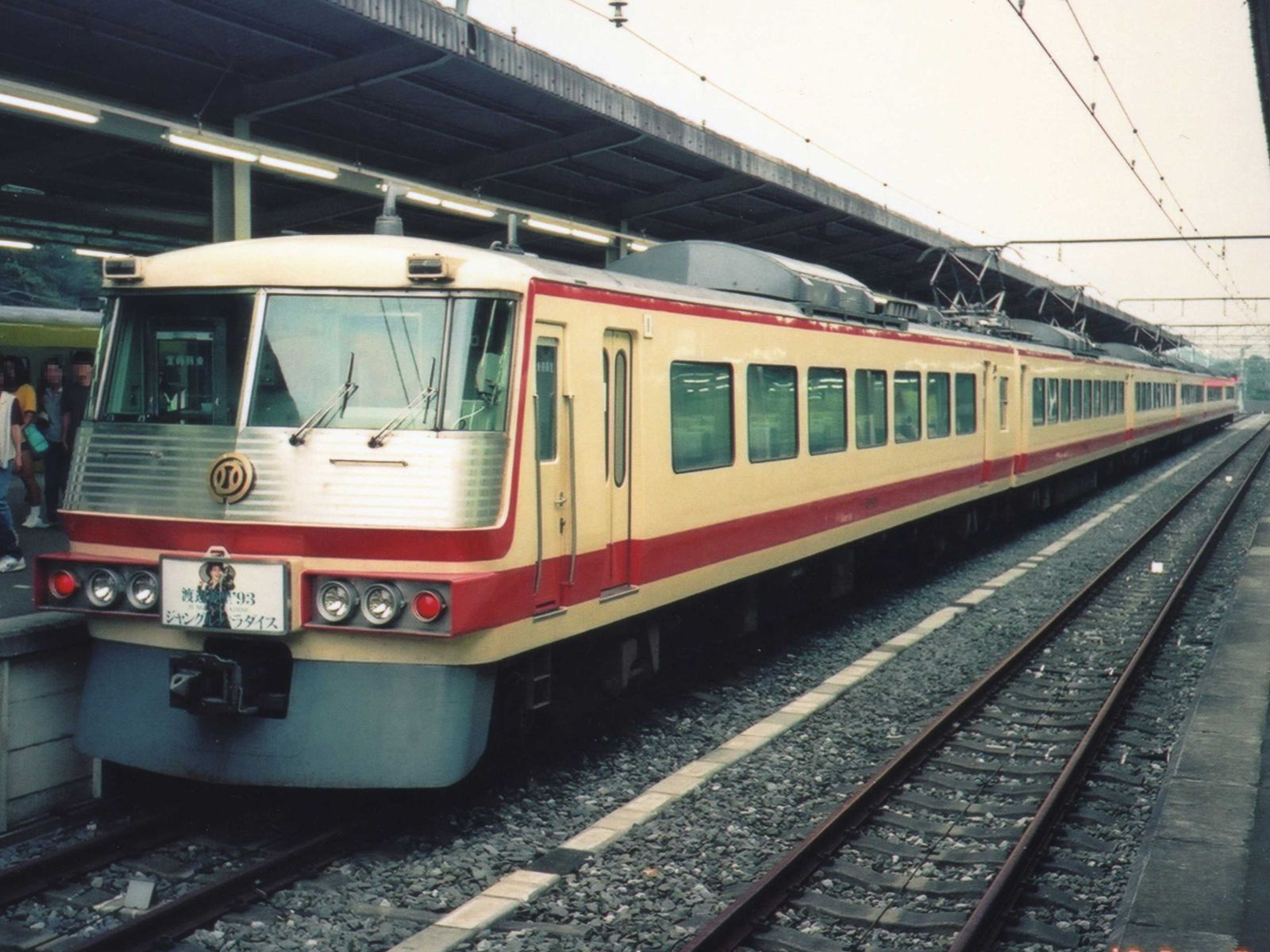
1993년의 ‘MISATO TRAIN’

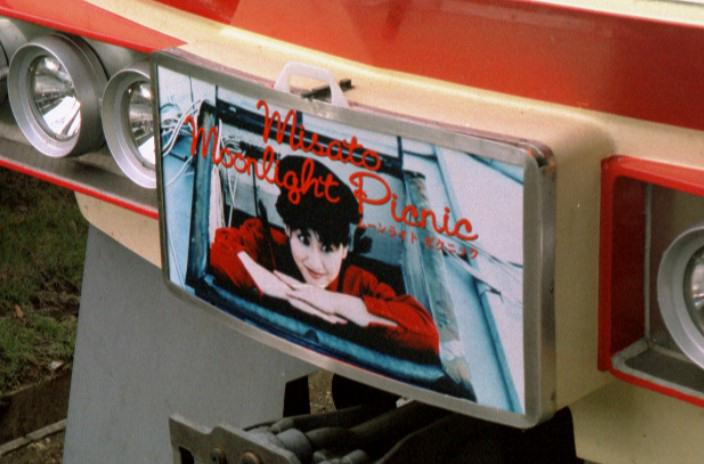
1994년의 ‘MISATO TRAIN’의 헤드 마크

세이부 철도에서는 1990년부터 공연이 끝난 2005년까지 라이브의 관객 수송을 겸한 임시 특별 열차 ‘MISATO TRAIN’을 운영하였다. 매년 다른 헤드 마크가 붙어있는 것이 호평이었으며, 세이부 구장 앞역이나 세이부 철도 이케부쿠로 선 주변에서는 연 1회 운행되는 이 열차를 촬영하는 와타나베 미사토의 팬이나 철도 팬도 나타났다. 다만 2001년부터 2003년까지는 특제 헤드 마크 없이 단순한 임시 표시만으로 운행되었다. 1994년까지는 이 특급 차량만이 아니라 개최 당일에 세이부 구장 앞역으로 향하는 세이부 철도 이케부쿠로 선의 일부 급행·준급행 차량에도 특제 헤드 마크가 달려 있었다.

### 역대 MISATO TRAIN 헤드 마크 타이틀
- 1990년　-　misato SEIBU STADIUM'90 tokyo misato train
- 1991년　-　misato train
- 1993년　-　와타나베 미사토 '93 정글 파라다이스
- 1994년　-　Misato Moonlight Picnic
- 1995년　-　She loves you 10th Anniversary Misato Train
- 1997년　-　misato train
- 1998년　-　misato train
- 1999년　-　1999 MISATO TRAIN
- 2000년　-　Sweet 15th Diamond 2000 Misato Train
- 2001년　-　임시
- 2002년　-　임시
- 2003년　-　임시
- 2004년　-　Misato Blue Butterfly 19th MISATO TRAIN
- 2005년　-　MISATO V20